# 新明解国语辞典
新明解国语辞典（简称《新明解》或《新明国》）是三省堂出版的一本日语辞典（在日本叫做“国语辞典”），条目数约7万9000（第8版）。《明解国语辞典》和《新明解国语辞典》到2021年底为止累计发行了超过2200万本。新明解国语辞典也是日本大多数高中指定使用的辞典，在小型国语辞典中累计销量排名第一。

## 概要
新明解国语辞典的词语解释比较特殊和个性化，受到很多日本读者的喜爱。主编是山田忠雄（1916年8月10日－1996年2月6日）。1996年赤濑川原平所著《新解先生之谜》解说这本辞典居然成为当年最畅销书之一（在这以前吴智英和武藤康史对这本辞典也非常推崇）。
新明解国语辞典的前身《明解国语辞典》（明国）是以主编《三省堂国語辞典》（三国）的见坊豪纪为中心编撰。见坊豪纪负责条目收集，词语解释由见坊豪纪和山田忠雄分工。明解国语辞典改订版发行之后逐渐以山田忠雄为中心。从第3版开始金田一春彦就完全不参与新明解国语辞典的编写，主要是因为金田一春彦在编写风格方面和山田忠雄意见相左。现在三省堂出版的小型国语辞典主要是山田忠雄的《明解国语辞典》和见坊豪纪的《三省堂国語辞典》。山田死后由柴田武担任主编继续改订工作。以前作者中还有金田一京助和金田一春彦父子的名字，实际上金田一京助并没有参加本辞典的编撰。
与《三省堂国語辞典》简洁明快的风格不同，《明解国语辞典》更加贴近现代日本人口语，在用词方面也十分大胆和洒脱，不时表露出编撰者本人的观点。例如词条“恋爱”的在第5版中解释为“异性间特殊的感情，不光在精神上在肉体上也想占有对方，却往往以失败告终”。“动物园”的解释是“人工建造的接近于自然的设施，让人们参观动物。号称保护动物，却把鸟兽鱼虫关在笼子里终其一生，完全是人类自私的产物”。用诸如此类的散文手法解释和例举日语词汇的用法。

## 改订历史

### 明解国语辞典
- 1943年5月10日 - 初版
- 1952年4月5日 - 改定版

### 新明解国语辞典
- 1972年1月24日 - 初版
- 1974年11月10日 - 第2版
- 1981年2月1日 - 第3版
- 1989年11月10日 - 第4版
- 1997年11月3日 - 第5版
- 2004年11月23日 - 第6版
- 2011年12月1日 - 第7版
- 2020年11月19日 - 第8版

## 相关项目
- 三省堂国语辞典
- 明解国语辞典
- 三省堂